# Zusammenarbeit und Entwicklung
Zusammenarbeit und Entwicklung (hebräisch שִׁתּוּף וּפִתּוּחַ Schittūf ūFittūach, Plene: שיתוף ופיתוח; arabisch إشراك وتطوير, DMG Išrāk wa-Taṭwīr) war eine kurz existierende arabische Blockpartei in Israel.

## Geschichte
Zusammenarbeit und Entwicklung entstand am 5. Juli 1966 während der sechsten Legislaturperiode der Knesset durch den Zusammenschluss von Schittuf weʾAchawah und Qidmah uFittuach, zwei der drei Parteien, die im israelischen Parlament die Interessen arabischer Israelis vertraten.
Die neue Partei verfügte in der Sechsten Knesset über vier Mandate: Saif-al-Din al-Zaʿubi, Dschabar Muʿaddī, Elias Nakhleh und Diyab Obeid. Sie unterstützte die 13. Regierungskoalition unter Levi Eschkol als Ministerpräsidenten.
Der Zusammenschluss beider Parteien hielt bis zum 1. Januar 1967.

## Abgeordnete in der Knesset
| Knesset (Wahlperiode) | Abgeordnete der Knesset | Abgeordnete der Knesset                                                |
| Knesset (Wahlperiode) | Anzahl                  | Namen                                                                  |
| --------------------- | ----------------------- | ---------------------------------------------------------------------- |
| Sechste               | 4                       | Saif-al-Din al-Zaʿubi, Dschabar Muʿaddī, Elias Nakhleh und Diyab Obeid |